# Úľany nad Žitavou
Úľany nad Žitavou este o comună slovacă, aflată în districtul Nové Zámky din regiunea Nitra, pe malul râului Nitra. Localitatea se află la altitudinea de 126 m deasupra n.m., se întinde pe o suprafață de 8,4 km2 și în 2017 număra 1.517 locuitori.

## Istoric
Localitatea Úľany nad Žitavou este atestată documentar din 1284.

## Demografie
| An:                | 1994 | 2004   | 2014   | 2024   |
| ------------------ | ---- | ------ | ------ | ------ |
| Număr de persoane: | 1522 | 1542   | 1518   | 1548   |
| Diferență:         |      | +1,31% | −1,55% | +1,97% |

| An:                | 2023 | 2024   |
| ------------------ | ---- | ------ |
| Număr de persoane: | 1538 | 1548   |
| Diferență:         |      | +0,65% |